# Zé Ramalho
José Ramalho Neto, meglio noto come Zé Ramalho (Brejo do Cruz, 3 ottobre 1949), è un cantante, compositore e chitarrista brasiliano.

## Biografia
Come molti musicisti della sua generazione, Zé Ramalho è stato influenzato dal rock and roll . Tuttavia le sue prime canzoni si collocano pienamente nella tradizione nordestina. Al centro dei suoi testi vi è sempre l'uomo medio brasiliano coi tanti problemi che lo assillano. Non fa eccezione il brano di maggior successo, Admiravel Gado Novo, inciso per la prima volta nel 1980 ed eseguito in una nuova versione a metà degli anni 90.
Zé Ramalho ha realizzato 17 album da solista e collaborato con grandi musicisti del Brasile come Vanusa, Raimundo Fagner, Geraldo Azevedo e Alceu Valença.
Ha una cugina, Elba Ramalho, cantante anche lei, con cui ha collaborato spesso all'inizio della carriera.

## Vita privata
Zé Ramalho è stato sposato due volte. Ha tre figli maschi: il maggiore è nato dal primo matrimonio. Con la cantante Amelinha, sua seconda moglie, ha generato gli altri due figli.

## Discografia

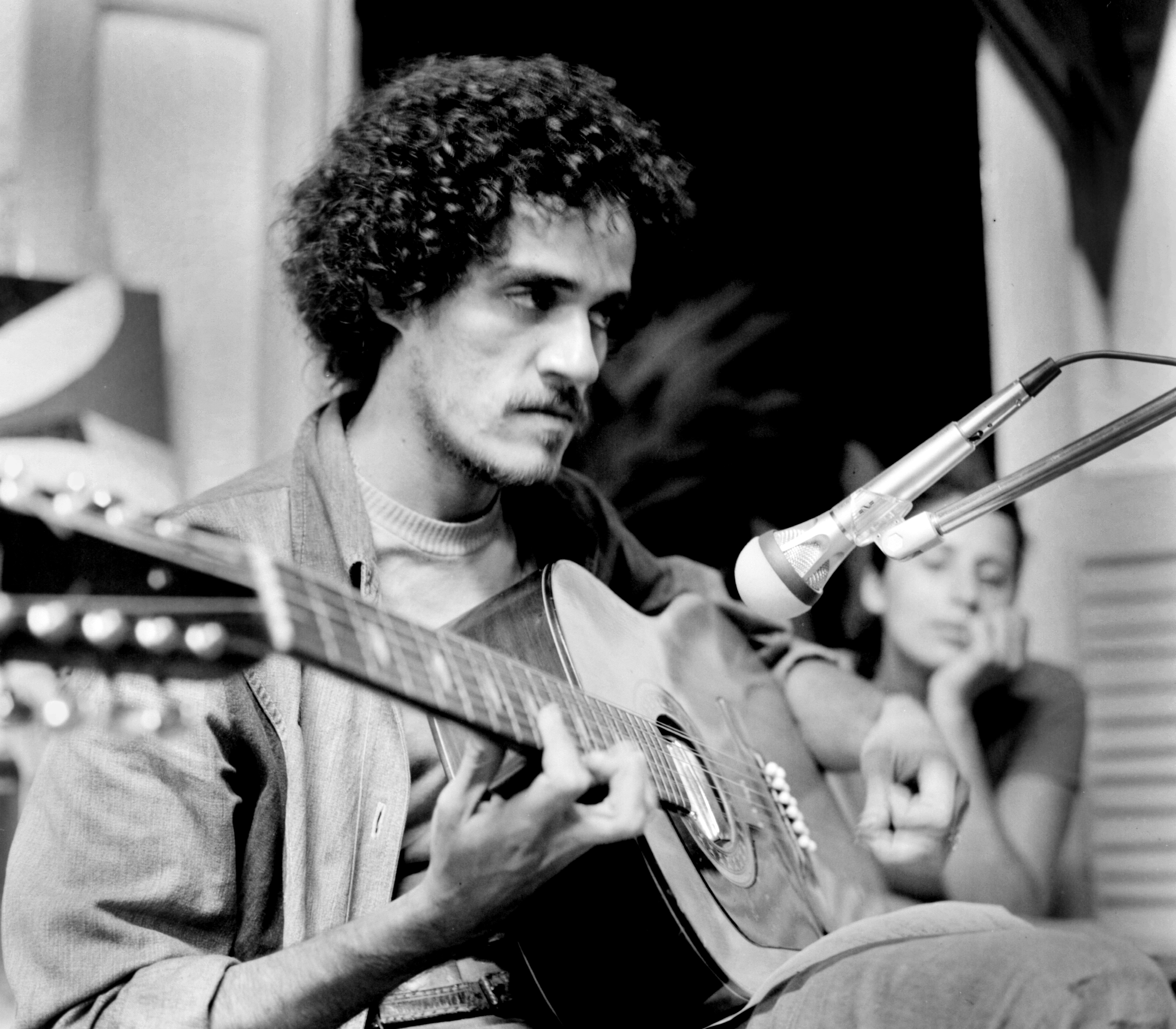
Un giovane Zé Ramalho

### Collaborazioni prima del debutto
- Paêbirú (1975, con Lula Côrtes)

### Album studio
- 1978 - Zé Ramalho - (Epic/CBS)
- 1980 - A Peleja do Diabo com o Dono do Céu - (Epic/CBS)
- 1981 - A Terceira Lâmina - (Epic/CBS)
- 1982 - Força Verde - (Epic/CBS)
- 1983 - Orquídea Negra - (Epic/CBS)
- 1984 - Por Aquelas Que Foram Bem Amadas o Pra não dizer que não falei de Rock - (Epic/CBS)
- 1985 - De Gosto de Água e de Amigos - (Epic/CBS)
- 1986 - Opus Visionário - (Epic/CBS)
- 1987 - Décimas de um Cantador - (Epic/CBS)
- 1992 - Frevoador - (Columbia/Sony Music)
- 1996 - Cidades e Lendas - (BMG)
- 1996 - Antologia Acústica - (BMG)
- 1998 - Eu Sou Todos Nós - (BMG)
- 2002 - O Gosto da Criação - (BMG)
- 2003 - Estação Brasil - (BMG)
- 2007 - Parceria dos Viajantes - (Sony/BMG)
- 2008 - Zé Ramalho da Paraíba - (Discobertas/Coqueiro Verde)
- 2012 - Sinais dos Tempos - (Avôhai Music)

### Raccolte
- 2002 - Perfil - Zé Ramalho
- 2007 - Zé Ramalho em foco

### Cover
- 1991 - Brasil Nordeste - (Columbia/Sony Music)
- 2000 - Nação Nordestina - (BMG)
- 2001 - Zé Ramalho Canta Raul Seixas - (BMG)
- 2008 - Zé Ramalho Canta Bob Dylan - Tá tudo mudando - (EMI)
- 2009 - Zé Ramalho Canta Luiz Gonzaga - (Discobertas/Sony)
- 2010 - Zé Ramalho Canta Jackson do Pandeiro - (Discobertas/Sony)
- 2011 - Zé Ramalho Canta Beatles - (Discobertas/Sony)

### Live
- 2005 - Zé Ramalho ao vivo - (Sony/BMG)

### Box
- 1996 - 20 Anos de Carreira (Sony Music)
- 2009 - Participação de Zé Ramalho no DVD de Capim Cubano Ao Vivo em João Pessoa - PB
- 2010 - Box - A Caixa de Pandora  - (Sony Music)

### Collaborazioni

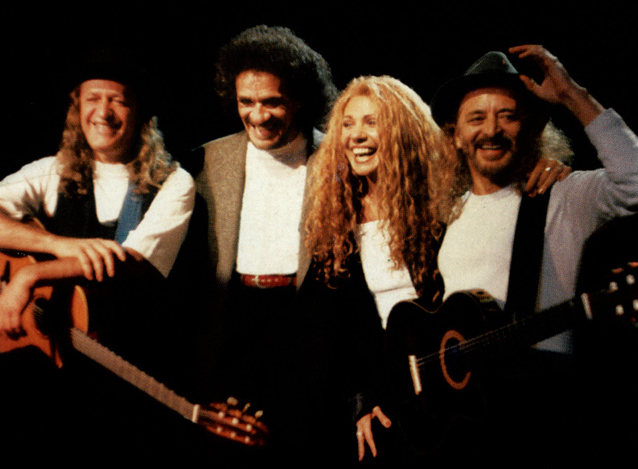
Zé Ramalho, secondo da sinistra, con Alceu Valença, Elba Ramalho e Geraldo Azevedo durante la registrazione del live O Grande Encontro)

- 1996 - O Grande Encontro - con Alceu Valença, Elba Ramalho e Geraldo Azevedo)
- 1997 - O Grande Encontro 2 - con Elba Ramalho e Geraldo Azevedo)
- 2000 - O Grande Encontro 3 - con Elba Ramalho e Geraldo Azevedo)
- 2003 - Lisbela e o Prisioneiro - con Sepultura - (Colonna sonora)
- 2010 - O Bem Amado - (Colonna sonora)
- Lordose pra leão - os pássaros não calçam rua
- Jorge Cabeleira - Jorge Cabeleira e o dia em que seremos todos inúteis
- Roberta de Recife - Nordestina
- Ricardo Vilas e amigos - Bem Brasil
- Waldonys - aprendi com o Rei vol.2
- 1981 - Renato e seus Blue Caps - Renato e seus Blue Caps
- 1981 - João do Vale - João do Vale
- 1992 - Segredo de Estado - Segredo de Estado
- 1993 - Glorinha Gadelha - tudo que ilumina
- 1993 - Dorival Caymmi - Songbook Dorival Caymmi vol. 4
- 1994 - João Batista do Vale - João Batista do Vale
- 1994 - Vários Artistas - Viva Gonzagão! É forró, é xote, é baião
- 1995 - Jorge Mautner - Bomba de estrelas
- 1996 - Zé Ramalho, Geraldo Azevedo, Alceu Valença e Elba Ramalho - O grande encontro
- 1997 - Xuxa - Arraiá da Xuxa
- 1997 - Dominguinhos & Vários Artistas - Dominguinhos e convidados cantam Luiz Gonzaga
- 1997 - Falcão - A Um Passo da MPB
- 1997 - Boca Livre - Boca Livre, 20 anos - convida
- 1997 - André Luiz Oliveira - Mensagem de Fernando Pessoa
- 1997 - Zé Ramalho, Geraldo Azevedo e Elba Ramalho - O grande encontro 2
- 1998 - Vários Artistas - Casa do forró - ao vivo
- 1998 - Geraldo Azevedo - Raízes e Frutos
- 1998 - Fagner - Amigos e Canções
- 1999 - Alcymar Monteiro - Festa Brasileira
- 1999 - Elba Ramalho - Solar
- 1999 - Zeca Baleiro - Vô imbolá
- 1999 - Marinês - Marinês & sua gente - 50 anos de forró
- 1999 - Vários Artistas - Jackson do Pandeiro - revisto e sampleado
- 2000 - Vários Artistas - O submarino verde e amarelo
- 2000 - Vários Artistas - Reginaldo Rossi - um tributo
- 2000 - Vários Artistas - O melhor do forró no maior São João do mundo
- 2000 - Zé Ramalho, Elba Ramalho, Geraldo Azevedo - O grande encontro 3 - ao vivo
- 2001 - Vários Artistas - Forró Força Livre - vol 3
- 2001 - Vários Artistas - John Lennon - uma homenagem
- 2001 - Gonzaguinha & Vários Artistas - Duetos com Mestre Lua
- 2002 - Rastapé - Até o Dia Clarear
- 2002 - Vários Artistas - Forró da feira 2
- 2003 - Vários Artistas - Lisbela e o Prisioneioro
- 2003 - Jota Quest - Oxigênio
- 2004 - Paulo Cesar Barros & Vários Artistas - Estrada
- 2004 - Vários Artistas - Um barzinho, um violão - ao vivo
- 2004 - Chitãozinho & Xororó - Aqui o Sistema é Bruto
- 2005 - Léo e Bia - Léo e Bia 1973 - edição especial
- 2007 - Beto Brito - Imbolê
- 2009 - Os Paralamas do Sucesso - Brasil Afora

### DVD
- 2001 - Zé Ramalho Canta Raul Seixas: Ao Vivo
- 2005 - Zé Ramalho ao Vivo
- 2007 - Parceria dos Viajantes
- 2008 - Zé Ramalho Canta Bob Dylan - Tá Tudo Mudando
- 2009 - Zé Ramalho - O Herdeiro de Avohai - documentario